# 계초심학인문(언해) 목판
계초심학인문(언해) 목판(誡初心學人文(諺解) 木板)은 전라남도 순천시, 송광사에 있는 조선시대의 목판이다. 2016년 9월 1일 대한민국의 보물 제1910호로 지정되었다.

## 개요
송광사에 소장된 ‘『계초심학인문(언해)』 목판’은 전체 47매 가운데 현재 45매가 전하고 있는데, 일부 마구리가 결손된 것을 제외하면 전체적으로 보존 상태가 양호하다. 내용은 크게 「계초심학인문」, 「사법어」, 「몽산법어」로 크게 나누어지는데, 지눌의 「계초심학인문」에 이어 신라 원효(元曉)가 지었다는 「발심수행장」, 고려 말 야운 각우(野雲覺牛)가 저술한 「자경서(自警序)」를 하나로 묶어 맨 앞에 두었고, 그 뒤로 사법어(四法語)인 「환산정응선사시몽산법어(晥山正凝禪師示蒙山法語)」, 「동산숭장주송자행각법어(東山崇藏主送子行脚法語)」, 「몽산화상시중(蒙山和尙示衆)」, 「고담화상법어(古潭和尙法語)」, 「시각오선인법어(示覺悟禪人法語)」를 차례로 두었다. 그리고 마지막에 「몽산화상법어약록」을 합부하였다. 『계초심학인문』의 언해본으로 세조연간 간경도감에서 『蒙山和尙法語略錄』과 『(四)法語』를 언해하여 간행한 판본이 전하고 있으나, 송광사에 전하는 『계초심학인문(언해)』은 종합적인 구성에 한자음을 달고 언해까지 첨부하였다는 점에서 중요하다. 「몽산법어(언해)」가 끝나는 56장에 남아있는 간행 기록을 통하여 선조 10년(1577) 6월에 송광사나 송광사 인근에서 판각된 목판이 송광사에 소장된 사실을 알 수 있다. 이 목판은 현전하는 가장 오래된 언해본 목판임과 동시에 조선전기의 국어사 연구를 위한 중요한 자료로서 보물로 지정하여 원천자료를 보존할 가치가 있다고 판단된다.

## 참고 자료
- 계초심학인문(언해) 목판 - 국가유산청 국가유산포털